# Ravenna romana
Ravenna  fu una città della Repubblica e poi dell'Impero romano. La storia della Ravenna imperiale non può essere disgiunta da quella del Porto di Augusto, base della Classis Ravennatis. La città fu scelta come sede imperiale romana nel 402 da Onorio.

## Toponimo
Insediamento di epoca remota, il toponimo si ritiene derivi da un prelatino "*rava", probabilmente di origine umbra, che in origine designava un "dirupo prodotto da acqua che scorre" e successivamente "canale, palude, bassura, fanghiglia", unito ad un suffisso "-enna", di origine etrusca.

## Territorio
Nel corso del tempo il territorio del ravennate ha subito numerose trasformazioni dovute principalmente al deposito di detriti da parte del Po e dei fiumi appenninici, alla subsidenza e alle bonifiche realizzate in età moderna e contemporanea. In età antica i primi insediamenti che diedero origine alla città di Ravenna sorsero su un cordone litorale situato tra il mare e un complesso sistema lagunare costituito da paludi e delta fluviali. Attraversava Ravenna da nord a sud il fiume Padenna, un corso d'acqua che nasceva dal delta del Po; in epoca augustea fu affiancato dalla Fossa Augusta. La città era attraversata anche dal fiume Lamone, di origine appenninica. Nei pressi della città si suddivideva nel Flumisellum Padennae (considerato affluente del Padenna) e nel Teguiriense, esterno alle mura. Nell'Alto medioevo la costa progredì ulteriormente provocando l'insabbiamento del porto cittadino.

## Storia

### Epoca repubblicana

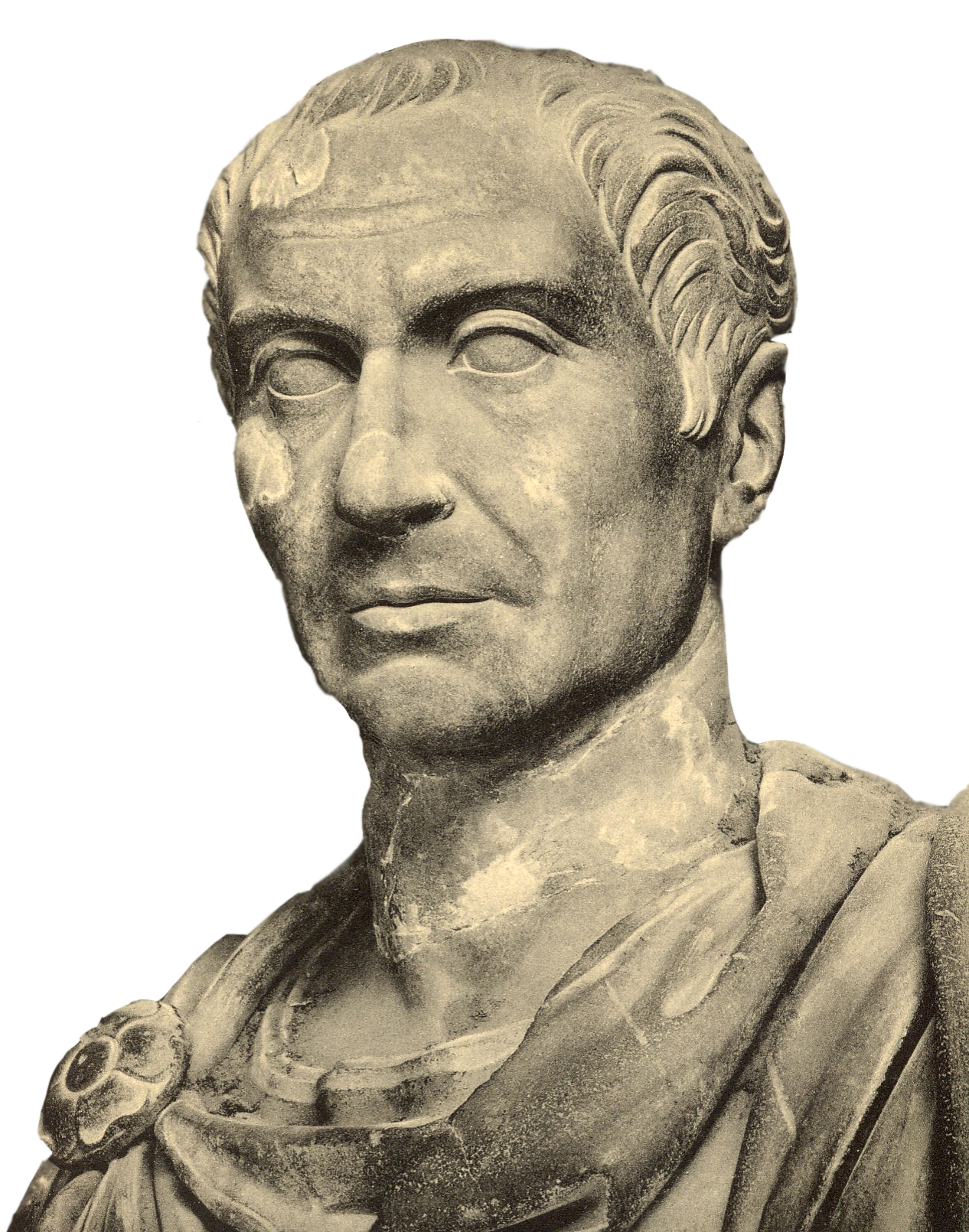
Busto di Gaio Giulio Cesare, che almeno in due occasioni soggiornò a Ravenna.

Per quanto concerne le origini leggendarie della città, Strabone sostiene che Ravenna sarebbe stata fondata dai Tessali i quali, tuttavia, a causa degli affronti subiti dai Tirreni, avrebbero deciso di lasciarla agli Umbri e tornare in patria. Zosimo, autore di lingua greca vissuto nel VI secolo, sostiene, citando come autorità Gaio Asinio Quadrato, che fosse stata una colonia tessala chiamata Rhene «per essere dovunque bagnata dalle acque e non per il fatto di essere stata fondata, come dice Olimpiodoro di Tebe, da Remo, il fratello di Romolo». Lo storico goto Giordane nella Getica identifica gli antichi abitanti di Ravenna con gli ainetoi, riferendosi presumibilmente ai Veneti.
Abitata da genti umbre, la città fu risparmiata dalle invasioni galliche del IV secolo a.C. Nel secolo successivo entrò nella sfera d'influenza di Roma, non opponendosi all'avanzata del suo esercito nella campagna di conquista della Gallia Cisalpina. Dopo la vittoria definitiva sui Galli Boi (191 a.C.), i romani la accettarono come "città alleata latina" (civitas fœderata), condizione che le garantì a lungo una relativa autonomia dall'Urbe.
Nell'89 a.C. ottenne lo status di municipium all'interno della Repubblica romana. E se inizialmente durante la guerra civile degli inizi del I secolo a.C. Ravenna si schierò con Mario, in seguito fu occupata, insieme al suo porto dal generale di Lucio Cornelio Silla, Quinto Cecilio Metello Pio. Durante l'inverno del 53-52 a.C., nel pieno della conquista della Gallia, Giulio Cesare fece una leva proprio a Ravenna, in vista dell'anno decisivo della sua campagna militare contro Vercingetorige. Pochi anni più tardi, nel 49 a.C., ancora Ravenna fu il luogo dove Cesare riunì le sue forze prima di attraversare il Rubicone:
(Svetonio, Vita di Cesare, 29-30.)
Nel 44 a.C., all'inizio della guerra civile che si scatenò dopo il cesaricidio, Ottaviano procedette a raccogliere nuove risorse a Ravenna e nei suoi dintorni, inviando poi le nuove leve, appena reclutate, ad Arretium. Nelle fasi successive, dopo la disfatta dei cesaricidi Marco Giunio Bruto e Gaio Cassio Longino a Filippi ad opera di Marco Antonio ed Ottaviano, quest'ultimo ebbe l'ingrato compito di trovare i fondi necessari per sistemare circa 170 000 veterani, fornendo loro un appezzamento di terra, dei quali ben 100 000 avevano combattuto nella battaglia di Filippi. Le confische territoriali fatte in Italia nel 41 a.C., attuate principalmente in Etruria, crearono ulteriori inimicizie ad Ottaviano, e proprio su questo crescente malcontento fecero leva Fulvia e Lucio Antonio, fratello del triumviro Marco. Agendo però troppo di fretta, i due fornirono a Ottaviano il pretesto per muoversi nella piena legalità, assediando Lucio a Perusia (inverno del 41/40 a.C.). Il triumviro Marco Antonio, dal canto suo, cercò di rimanere neutrale nello scontro, e solo con molto ritardo i suoi generali Ventidio Basso e Asinio Pollione, intervennero nel combattimento, senza tuttavia incidere sulle sorti del conflitto, rimanendone esclusi, poiché Ventidio fu costretto a ritirarsi ad Ariminum ed Asinio a Ravenna. Alla fine Lucio fu costretto ad arrendersi ad Ottaviano, per mancanza di cibo e perdonato, grazie al fratello Marco. Non invece fu perdonata la popolazione di Perusia che fu trattata assai duramente, per essersi ribellata ad Ottaviano.
Nel 39 a.C. alcune navi da guerra (in particolare triremi) di Ottaviano, partirono dal porto di Ravenna e si recarono a Brundisium, in vista di un accordo con l'altro triumviro, Marco Antonio, alla vigilia della guerra contro Sesto Pompeo, terminata tre anni più tardi nel 36 a.C. con la vittoria di Ottaviano su Sesto nella battaglia di Nauloco.

#### Archeologia della Ravenna repubblicana
Ravenna è al centro di una laguna costiera che si prolunga per alcuni km a nord e a sud. Dista solo 17 km dalla foce del ramo meridionale del Po, cui è collegata tramite il fiume Padenna, suo affluente (i Romani lo chiamano Padus Messanicus). Il Padenna, prima di gettarsi in laguna, riceve, a sua volta, le acque del Lamone. Il castrum militare romano fu impiantato nell'isola centrale.
La città è a base rettangolare, con lati di poche centinaia di metri di lunghezza. Come ogni oppidum romano, era attraversato da due vie principali: il decumano, in senso nord-sud, e il kardo che congiungeva le porte est ed ovest della città. La via principale terminava alla confluenza dei due fiumi cittadini. I romani denominarono il tratto cittadino del Lamone flumisellum Padennae, considerandolo un affluente del Padenna. Il Foro non è stato individuato con sicurezza, ma è probabile che coincidesse all'area delimitata dalle attuali vie D'Azeglio, Garatoni, Oberdan e Agnello. Il confine sud dell'abitato corrisponde alle attuali vie Ercolana-Guidarelli. La città è circondata da mura solo su tre lati (ovest-sud-est): a nord è lambita dal flumisellum e dal fiume Padenna, che segue il tratto di mura est scorrendogli a fianco. Le mura si sviluppano per una lunghezza di 2,5 km.  Oltre la cinta muraria, qualche centinaio di metri più a sud vi erano l'anfiteatro e il tempio di Apollo.
Più a sud scorreva il canale Candiano antico, collettore tra la valle omonima e il mare. Era attraversato dal Pons Candidanus. Nei pressi è emersa una necropoli romana.
Tra l'abitato e la linea di costa correva la via Popilia, strada consolare che iniziava a Rimini e terminava ad Adria. La strada che collegava Ravenna alla via Popilia era detta Via Caesaris; fu costruita nel I secolo a.C.
Sono poche le vestigia della Ravenna repubblicana venute alla luce: la più antica testimonianza è un muro risalente alla fine del III secolo a.C., eretto sull'isola centrale probabilmente per resistere ad un eventuale attacco del generale cartaginese Annibale. Sono stati rinvenuti i resti di due strade basolate che si incrociano sotto le attuali via Morigia e via D'Azeglio (fine del III-inizio del II secolo a.C.). Qui sono emersi i resti della più antica abitazione di Ravenna, risalente al II secolo a.C.

### Epoca alto-imperiale

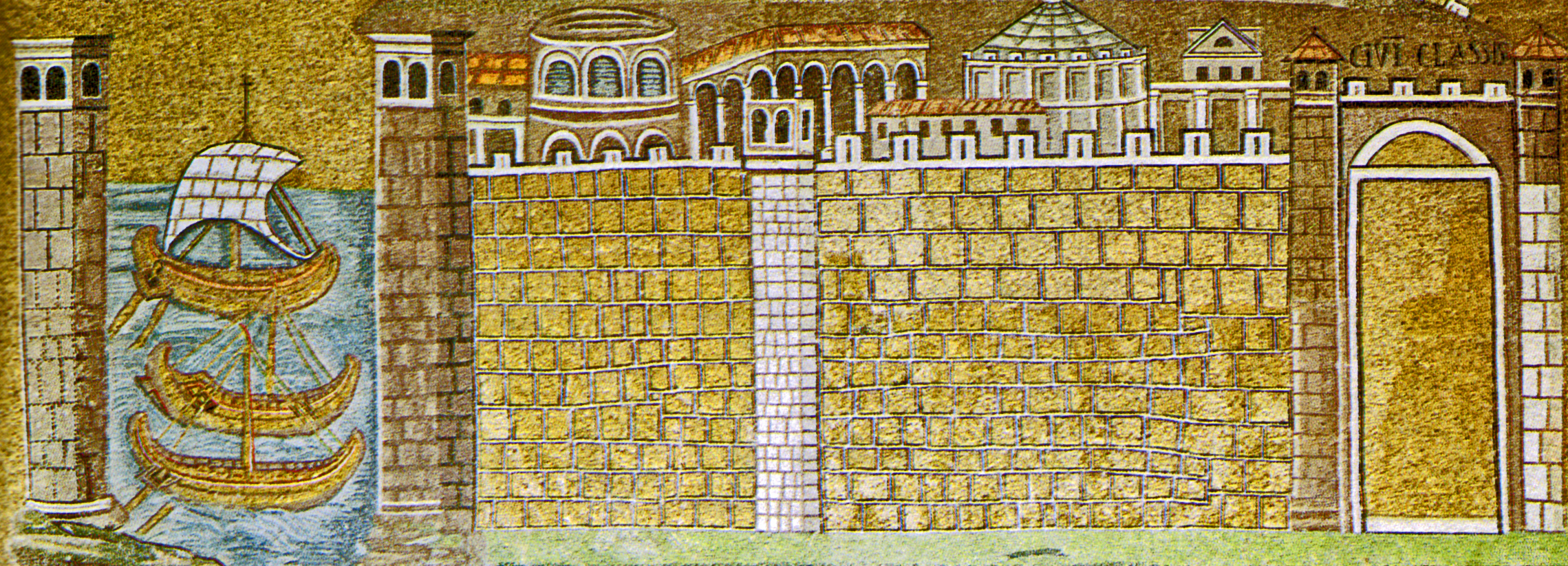
Mosaico che riproduce il porto militare di Classe, base della Classis Ravennatis.

Intorno al 27 a.C. l'imperatore Augusto decise di realizzare, 5 km a sud di Ravenna, un porto militare, che spesso visitò negli anni del suo impero Vi stanziò la flotta militare (la Classis Ravennatis), di pattugliamento dell'Adriatico e del Mediterraneo orientale.. Augustò nominò governatore della città lo stesso Prefetto della flotta (praefectus classis). Il porto militare avviò lo sviluppo di stretti ed intensi rapporti fra Ravenna e l'Oriente.
Il porto militare fu edificato in un'ampia baia vicina al punto in cui il Padenna sfocia in mare. Contestualmente fu realizzato il collegamento fluviale tra Classe e Ravenna.
Dato che il Padenna non era più adatto alla navigazione, Augusto fece costruire un ampio canale artificiale parallelo al fiume (e alla via Popilia). Dallo scalo portuale, le due vie d'acqua procedevano verso Ravenna. La Fossa Augusta, una volta entrata in città (dove ora c'è via di Roma), la attraversava parallelamente al Padenna (il cui letto corrisponde alle attuali via Mazzini e Corrado Ricci). Fu poi realizzato il collegamento verso il ramo meridionale del Po. La Fossa Augusta percorreva un tratto rettilineo (corrispondente all'attuale SP 1 "Sant'Alberto") che la conduceva alla laguna veneta e di qui al sistema portuale di Aquileia, rimanendo sempre all'interno di lagune e percorrendo canali artificiali. Divenne così possibile navigare ininterrottamente da Classe ad Aquileia (circa 250 km) in acque calme e a regime costante. Ravenna si trovò così ad essere referente urbano della base navale di Classe, la quale favorì un grande sviluppo della città e di tutta la zona.
Nel 238, quando Massimino Trace, marciando contro l'Italia, giunse in vista di Aquileia, posta all'incrocio di importanti vie di comunicazione e deposito dei viveri e dell'equipaggiamento necessari ai soldati, la città chiuse le porte all'imperatore, guidata da due senatori incaricati dal Senato, Rutilio Pudente Crispino e Tullio Menofilo. Massimino prese allora una decisione fatale: invece di scendere rapidamente sulla capitale con un contingente, mise personalmente sotto assedio la città di Aquileia, permettendo ai suoi avversari di organizzarsi: Pupieno, a cui era stata affidata la conduzione della guerra (mentre Balbino era preposto alla difesa di Roma, dovendo fronteggiare a dei disordini, sorti dietro istigazione di due senatori, Gallicano e Mecenate, contro la stessa guardia pretoriana), raggiunse infatti Ravenna, da cui diresse la difesa della città assediata.
Negli anni 258-260, Quadi, Marcomanni, Iazigi e Roxolani furono responsabili della grande catastrofe che colpì il limes pannonico in questi anni (la stessa Aquincum e l'importante forte di Intercisa furono saccheggiati), con lo spopolamento delle campagne dell'intera provincia. Nello stesso periodo, Eutropio racconta di una nuova incursione germanica (forse di Marcomanni) che raggiunse Ravenna prima di essere fermata, proprio mentre l'imperatore Valeriano era impegnato sul fronte orientale contro i Sasanidi di Sapore I.

#### Archeologia della Ravenna alto imperiale
La pianta dell'ontano, che fuori dalla terra non può durare che poco, posto sott'acqua dura per sempre (...). Si può osservare ciò soprattutto a Ravenna dove tutti gli edifici hanno sotto le fondamenta pali di quel genere (...). Lo stesso "legname larigneo" o di larice è trasportato dal Po a Ravenna e si vende nelle colonie di Fano, Pesaro, Ancona e negli altri municipi della regione.

Vitruvio - De Architectura, II, IX, 10 e 16.
In questo periodo la città è interessata da importanti lavori urbanistici di ampliamento: l'agglomerato urbano di Ravenna si espande raggiungendo un'estensione circa quattro volte superiore all'età repubblicana. Ad Est, oltre il Padenna, è realizzato un grande sobborgo tra la città e il mare, denominato "Cæsarum". Il fiume Padenna, che un tempo si trovava ai confini della città, ora scorre all'interno dell'abitato. Anche a Nord vengono costruiti nuovi edifici al di là delle mura. Sorge così la contrada (i romani le chiamavano Regioni) Domus Augusta, la zona imperiale di Ravenna. La zona comprende un foro, un Capitolium (presso l'attuale via Cavour), la basilica Herculis (presso piazza Kennedy) ed il miliarium aureum (pietra miliare fondamentale, punto di riferimento per il posizionamento delle pietre miliari lungo le strade consolari, il “punto zero” di Ravenna). Nella Regio Pontis Coperti è ubicato l'antico macello cittadino.
Nel Padenna affluivano, nel suo tratto urbano, due corsi d'acqua: il Lamone (flumisellum Padennae) e la fossa Amnis, detta anche Lamises. Dall'ingresso del Padenna in città (a nord, non lontano dall'attuale chiesa di S. Giovanni Battista), il fiume era attraversato dai seguenti ponti: Ponte dei Guarcini (Pons Guarcinorum, presso Porta San Vittore, oggi non più esistente); Ponte Marino (da cui l'omonima via); Ponte San Michele (nell'odierna piazza Andrea Costa); Ponte di Sant'Apollinare (nel punto in cui la via Porticata attraversa il Padenna). Sul flumisellum vi era il Ponte di Augusto (oggi in corrispondenza dell'incrocio tra via Salara e via Cavour). All'incrocio tra il Padenna e la fossa Amnis si trovava il Pons Capetellus o Bicipitellus (nell'attuale piazza Caduti); più a sud vi era il Ponte Calciato (tra la basilica di Sant'Agata e la chiesa di San Nicolò).

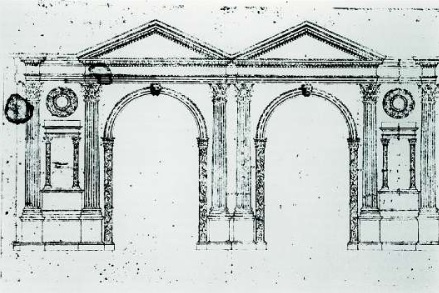
Famoso disegno di Andrea Palladio raffigurante Porta Aurea.

Risaltano, infine, due nuove costruzioni monumentali:
- Al tempo dell'imperatore Claudio viene costruita nel 43 d.C. una porta monumentale a doppio arco nel punto in cui la via Popilia entra in città (dopo il 425 prenderà il nome di Porta Aurea). La costruzione non nasce come porta, piuttosto come Arco di Trionfo per accogliere, presumibilmente, l'imperatore Claudio al ritorno dalla vittoriosa campagna di Britannia.[38][39] Viene edificata nella zona detta oggi Prati di S. Vitale, alcune decine di metri oltre le mura repubblicane.[40] L'Arco di Claudio era costituito da due grandi fornici, per permettere il passaggio contemporaneamente nei due sensi. Rimarrà l'ingresso principale di Ravenna per tutto il periodo romano[41].
- Al tempo dell'imperatore Traiano viene costruito un grande acquedotto. Attinge le acque dal fiume Bidente-Ronco e le porta in città dopo un percorso di circa 50 km[42].

Fuori dalla città, l'area oltre le mura in direzione del mare continuò ad essere utilizzata come necropoli. I cimiteri furono attivi fino al IV secolo.

### Epoca tardo imperiale

Serena ritratta col marito Stilicone e il figlio Eucherio, nel Dittico di Stilicone. Serena era la cugina di Galla, figlia del fratello di Teodosio I. Galla visse e fu educata dalla cugina e fu fidanzata al figlio Eucherio, ma dopo la caduta di Stilicone, firmò il decreto del Senato romano che mise a morte Serena.

A causa della subsidenza, fenomeno naturale che aveva provocato l'impaludamento dell'area su cui sorgeva il porto di Classe, nel 330 l'imperatore Costantino I trasferì la base della flotta nella nuova capitale dell'impero, Costantinopoli. Per Ravenna si aprì una breve fase di decadenza. Settant'anni dopo il corso della storia cambiò completamente. All'inizio del V secolo la corte imperiale cominciò a sentirsi poco sicura a Mediolanum, troppo esposta agli attacchi barbarici. La svolta avvenne nel 402, quando Milano si trovò assediata dai Visigoti di Alarico. L'imperatore Onorio, figlio di Teodosio I, si trasferì con la propria corte a Ravenna, che divenne nuova capitale e sede della prefettura del pretorio d'Italia. La città era lontana dalle Alpi, da dove potevano provenire le minacce più serie, ed era dotata di difese naturali che la rendevano difficilmente espugnabile:
(Procopio di Cesarea, Storia delle guerre, V, 1 (De Bello Gothico, I, 1).)
Inoltre, la sua condizione di città marittima le permetteva più facili collegamenti con Costantinopoli, la capitale dell'Impero Romano d'Oriente.
Grazie alla presenza della corte, Ravenna divenne un centro cosmopolita, assai disponibile e ricettivo nei confronti degli influssi culturali esercitati dall'Oriente. Dopo aver preso a modello il fasto di Costantinopoli, Ravenna, ad essa legata da vincoli di parentela e continui scambi, assunse l'aspetto di una città imperiale: sorsero grandiose costruzioni civili (palazzo imperiale) e religiose (chiese) che emulavano, nell'architettura e nelle decorazioni, quelle della capitale d'Oriente. Onorio comunque continuò a usare Roma come sede saltuaria fino almeno al 408. Secondo quanto scrive Zosimo, nel 407 Stilicone, magister militum praesentalis dell'esercito romano, si trovava a Ravenna intento nei preparativi per la spedizione illirica volta a sottrarre le diocesi dell'Illirico orientale alla pars orientis con il supporto militare dei Visigoti di Alarico quando giunsero delle lettere dall'imperatore, in quel momento a Roma, che lo informarono dell'usurpazione di Costantino in Gallia. Stilicone fu dunque costretto ad annullare la spedizione e a recarsi nell'Urbe per consultarsi con l'imperatore. L'annullamento della spedizione contrariò Alarico che nel 408 avanzò minaccioso in Norico da dove inviò ambasciatori a Ravenna. Alarico esigeva il pagamento di 4 000 libbre d'oro per i servigi resi all'impero. Stilicone trattenne gli ambasciatori a Ravenna e si recò a Roma dove convinse l'imperatore e il senato a soddisfare le pretese economiche del re visigoto.
La minaccia di Alarico indusse Onorio a lasciare Roma per stabilirsi a Ravenna: secondo quanto riferisce lo storico Zosimo, sarebbe stata la cugina Serena a spingerlo a prendere tale decisione, ritenendo la città padana più sicura da eventuali attacchi visigoti. Il suddetto storico riferisce che Stilicone, intendendo impedire il viaggio nel timore che i suoi oppositori riuscissero a portare l'imperatore dalla loro parte, avrebbe istigato le truppe barbariche di stanza a Ravenna, capeggiate dal goto Saro, alla rivolta, ma Onorio non si fece intimidire e, raggiunta Bologna, ordinò a Stilicone di punire le truppe ribelli con la decimazione, salvo poi mostrare clemenza graziandole. Sempre a Ravenna, il 22 o il 23 agosto 408, fu giustiziato Stilicone, ritenuto colpevole di tradimento: il generalissimo cercò riparo nottetempo in una chiesa invocando il diritto di asilo, ma i soldati ravennati vi fecero irruzione il giorno successivo riuscendo a convincere il condannato a uscire dopo avergli giurato in presenza del vescovo ravennate che sarebbe stato semplicemente imprigionato e non giustiziato e mostrandogli a conferma di ciò una lettera imperiale; tuttavia, all'uscita dalla chiesa, arrivò per lettera la sentenza di morte per crimini contro lo stato, eseguita da Eracliano.
Nello stesso anno, il re dei Visigoti Alarico I chiese ad Onorio il permesso di portare il proprio esercito dal Norico alla Pannonia, oltre a modesti versamenti, ma Onorio, consigliato dal proprio magister officiorum Olimpio, si rifiutò di trattare. I Visigoti, allora, assediarono Roma ed estorsero ai notabili cittadini 5 000 libbre d'oro, 30 000 libbre d'argento, 4 000 tuniche di seta, 3 000 panni porpora e 3 000 libbre di pepe, mentre Onorio rimaneva inerte a Ravenna.
Nei primi mesi del 409 il senato inviò degli ambasciatori a Ravenna nel tentativo di convincere Onorio a trovare un accordo con Alarico, ma l'imperatore, consigliato da Olimpio, respinse le richieste del re visigoto. In seguito al fallimento delle negoziazioni Alarico ripristinò il blocco alla Città Eterna. Il senato inviò una ulteriore ambasceria a Ravenna per riprendere le negoziazioni. Mentre l'ambasceria era presso l'Imperatore, a Ravenna giunse la notizia che l'esercito visigoto condotto dal cognato di Alarico, Ataulfo, aveva oltrepassato le Alpi Giulie invadendo la Penisola. Non essendo riuscito a impedire ad Ataulfo di ricongiungersi ad Alarico, Olimpio cadde in disgrazia e fu costretto a fuggire in Dalmazia. In seguito alla destituzione di Olimpio le truppe di Ravenna insorsero, occupando il porto e chiedendo la presenza dell'Imperatore: fu invece Giovio, patrizio e prefetto del pretorio, a trattare con le truppe ribelli per conto di Onorio. Gli insorti minacciarono che non avrebbero posto fine alla rivolta finché non fossero stati loro consegnati i comandanti dell'esercito Turpilione e Vigilanzio, nonché i cortigiani eunuchi Terenzio e Arsacio; i due comandanti furono condannati all'esilio, venendo però uccisi, sembrerebbe per ordine di Giovio, dall'equipaggio dell'imbarcazione che li avrebbe dovuti trasportare nel luogo dove scontare la pena. Secondo Zosimo, dietro la rivolta ci sarebbero Giovio e il comandante Allobico al fine di acquisire ulteriore potere a corte mediante l'eliminazione dei residui uomini di fiducia di Olimpio.
Il prefetto Giovio, almeno inizialmente, si mostrò molto più disposto a negoziare con i Visigoti rispetto a Olimpio: inviò ambasciatori ad Alarico convocandolo a Ravenna dove avrebbero discusso la pace. I due si incontrarono invece a Rimini ma Onorio respinse le richieste del re visigoto esprimendosi in termini insultanti. Alarico, infuriatosi, ruppe ogni trattativa e marciò su Roma mentre Giovio, tornato a Ravenna, divenne contrario alla negoziazione con i Goti. Durante la marcia Alarico cambiò idea tentando di riprendere le negoziazioni a condizioni più moderate, ma senza successo. Nel frattempo a Ravenna era giunto Giovio, un ambasciatore dell'usurpatore Costantino III, il quale suggerì all'imperatore legittimo di fare qualche concessione all'usurpatore gallico in cambio di un'alleanza militare in funzione antivisigota. Nel frattempo il re visigoto tornò ad assediare Roma. Il Senato romano, dopo una lunga discussione, accettò le condizioni di Alarico facendolo entrare in città e nominando antimperatore il praefectus urbi Prisco Attalo, il quale concesse al re goto la carica militare romana ambita.
Attalo inviò un esercito in direzione di Ravenna per detronizzare l'Imperatore legittimo. Quando Onorio ricevette la notizia che l'esercito di Attalo aveva raggiunto Rimini, l'Imperatore legittimo tentò la via diplomatica inviando presso l'usurpatore un'ambasceria senza ottenere i risultati sperati: anzi Giovio lo tradì passando al servizio di Attalo. Onorio stava prendendo in seria considerazione la fuga via mare a Costantinopoli, quando arrivarono rinforzi dall'Impero d'Oriente: 6 reggimenti, per un totale di 4 000 soldati. Recuperate in parte le speranze, l'Imperatore legittimo decise di rimanere per il momento a Ravenna, in attesa degli sviluppi della situazione nella diocesi d'Africa. L'arrivo dei rinforzi provenienti da Costantinopoli risollevò almeno in parte la situazione per Onorio che poté così utilizzarli non solo per difendersi dall'assedio di Attalo e Alarico ma anche per disfarsi di elementi della corte e dell'esercito di cui sospettava un tradimento. Il generale Allobico, in particolare, sfruttando l'appoggio delle truppe ravennati, tentò di imporre la propria influenza a corte, complottando l'assassinio di Eusebio, praepositus sacri cubiculi. L'arrivo dei rinforzi da Costantinopoli consentì a Onorio di disfarsi di Allobico. E così, quando Costantino III promosse suo figlio Costante al rango di Augusto e attraversò le Alpi Cozie entrando in Liguria, con il pretesto di aiutare Onorio contro Alarico ma verosimilmente per detronizzarlo, Allobico fu accusato di collusione con Costantino III e massacrato mentre tornava da una processione. La reazione dell'usurpatore a tale notizia fu quella di ritirarsi dall'Italia e di fare ritorno ad Arelate.
Nel frattempo, Onorio corruppe Giovio, che iniziò a questo punto a fare il doppio gioco, insinuando davanti ad Alarico che Attalo, una volta raggiunto l'obiettivo di impadronirsi di Ravenna e rovesciare l'imperatore legittimo, avrebbe ucciso proprio il re visigoto. Il re dei Goti decise di abbandonare l'assedio di Ravenna pur confermando la fiducia ad Attalo. Poco tempo dopo, tuttavia, il re visigoto, avendone abbastanza dei tentennamenti di Attalo anche per il fallimento della sottomissione della diocesi d'Africa, lo condusse a Rimini e qui, nel luglio 410, lo privò del trono, ma al contempo lo tenne con sé in ostaggio, offrendogli protezione dalla vendetta dell'Imperatore. Alarico procedette quindi in direzione di Ravenna per discutere la pace con Onorio: fu organizzato un incontro con l'Imperatore a circa sessanta stadi da Ravenna per riprendere le negoziazioni. L'attacco proditorio del generale romano-goto Saro rovinò però il tentativo di riappacificazione mandando su tutte le furie Alarico che marciò di nuovo su Roma espugnandola e saccheggiandola, dopo ben nove secoli dal sacco dei Galli del IV secolo a.C.. Il tragico evento fece desistere la corte dai propri propositi e Ravenna divenne la sede imperiale permanente.
Quando i Visigoti di Alarico lasciarono l'Urbe, portarono con loro anche un prezioso ostaggio, Galla Placidia, la sorella dell'Imperatore, che utilizzarono per costringere Onorio a cedere alle loro richieste: iniziarono così diversi anni di prigionia per la giovane principessa, che nel 414 divenne regina dei Visigoti sposando a Narbona re Ataulfo, succeduto nel frattempo ad Alarico. Il matrimonio, che avrebbe dovuto unire i Visigoti ai Romani, non fu riconosciuto dal governo centrale a Ravenna che affidò al generalissimo Flavio Costanzo il comando delle operazioni militari. In seguito alla morte di Ataulfo furono avviate le negoziazioni con i messaggeri di Costanzo, capeggiati da Eupluzio: nel 416, in cambio di un grosso quantitativo di grano, i Visigoti accettarono di combattere per i Romani i Vandali e gli Svevi, popolazioni barbare stanziatesi in Spagna, e di restituire Galla Placidia. Eupluzio portò Galla da Costanzo e i due si imbarcarono insieme dalla Spagna diretti a Marsiglia e poi di qui in Italia e a Ravenna. Onorio premiò Costanzo per la liberazione di Galla da una prigionia durata sei anni con il consolato per il 417; portò con sé la sorella a Roma per celebrare il trionfo sui nemici dello stato (tra cui Attalo), per poi tornare insieme a lei a Ravenna.

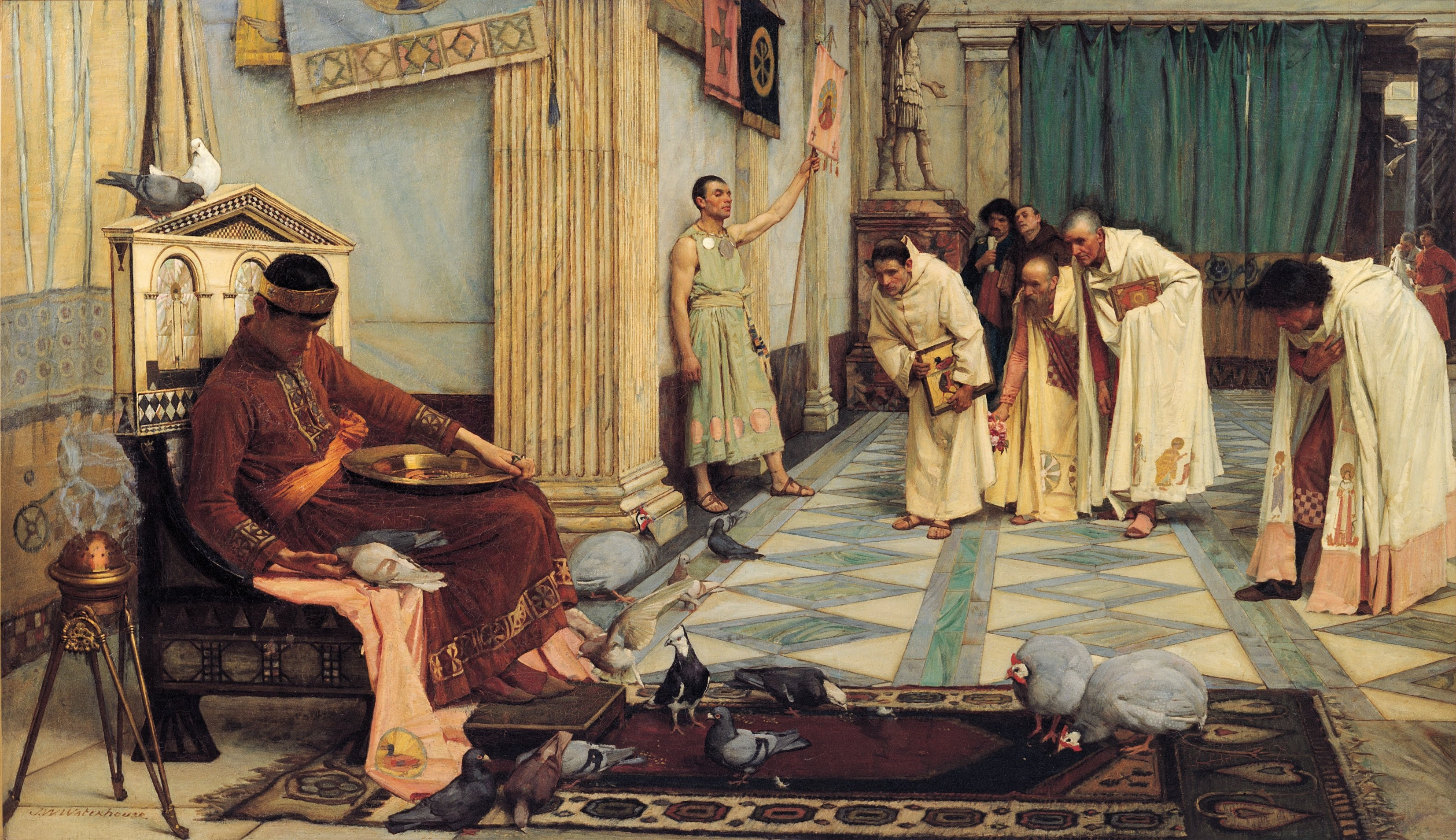
L'Imperatore Onorio nella reggia di Ravenna (da The Favorites of the Emperor Honorius, John William Waterhouse, 1883).

Per rinforzarsi politicamente, Onorio si avvicinò a Flavio Costanzo, al quale diede in moglie la propria sorella Galla Placidia (417), poi lo associò al trono nel 421, come Costanzo III. Tuttavia tale stratagemma fu reso vano dalla morte di Flavio Costanzo avvenuta nello stesso anno. Poco tempo dopo, secondo quanto riferisce Olimpiodoro di Tebe, i contrasti tra Onorio e la sorella Galla Placidia crebbero fino a sfociare in frequenti scontri armati a Ravenna (Galla aveva a propria disposizione i Visigoti della sua guardia e i buccellarii del marito); Onorio, convinto che Galla tramasse per deporlo, la esiliò a Costantinopoli nella primavera del 423. Nello stesso anno, il 15 agosto, Onorio si spense a Ravenna. Aveva trentotto anni e regnava da ventotto. Non avendo lasciato eredi, si aprì il problema della successione sul trono d'Occidente. La corte di Ravenna e il Senato romano scelsero come successore Giovanni Primicerio, un alto funzionario imperiale, ma la corte di Costantinopoli non riconobbe l'elezione, che rompeva la continuità dinastica dei sovrani d'Occidente. Giovanni ebbe dei collaboratori di rilievo, come i generali Castino (già avversario di Galla) ed Ezio, ma anche dei formidabili e decisivi avversari, Bonifacio, che in qualità di comandante dell'Africa controllava la fondamentale fornitura di grano per la città di Roma, e i Visigoti, i quali riconobbero legittimi successori di Onorio la loro regina Galla Placidia e Valentiniano III. La corte d'Oriente non era stata favorevole all'ascesa di Galla e Valentiniano, come testimoniato dal mancato riconoscimento dei loro titoli di augusta e nobilissimus, ma dovette riconoscere che la figlia di Teodosio I aveva molti sostenitori in Occidente e che era comunque meglio di un imperatore non dinastico; inoltre Teodosio II aveva avuto solo due figlie fino a quel momento (né ebbe in seguito figli maschi), mentre il figlio di Galla garantiva la continuità della casata di Teodosio. L'imperatore d'Oriente decise allora di porre il cugino sul trono d'Occidente e organizzò una spedizione per rovesciare Giovanni.

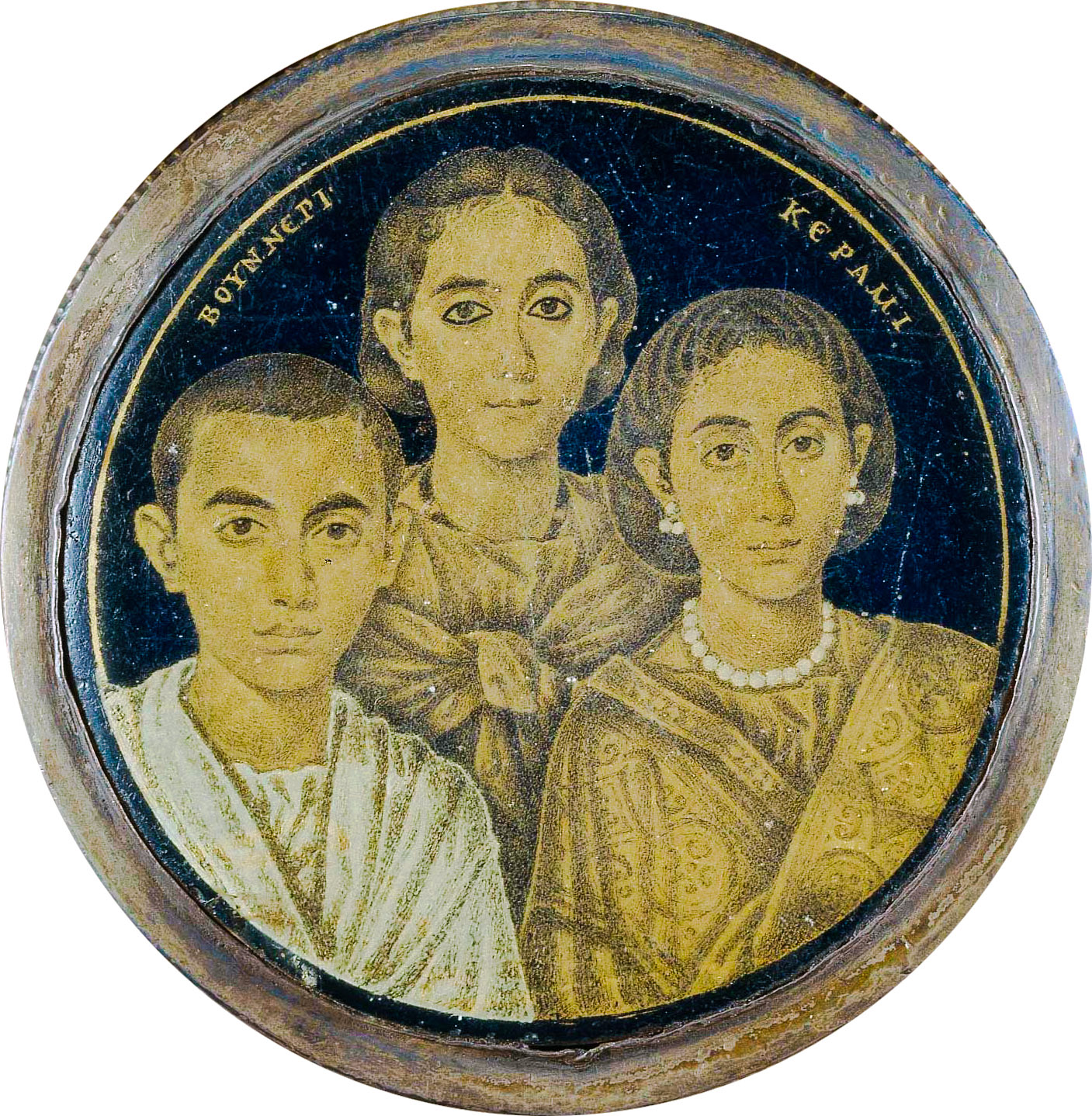
Medaglione in vetro dorato del III secolo, di origine alessandrina, ma tradizionalmente creduto raffigurante Valentiniano III, la madre Galla Placidia e la sorella Giusta Grata Onoria

Galla e Valentiniano videro riconosciuti i loro titoli, mentre il 24 ottobre 424 Valentiniano fu nominato cesare d'Occidente all'inizio della spedizione in Italia. L'esercito romano d'Oriente si divise in tre gruppi, con Galla e Valentiniano a seguito del contingente terrestre comandato dal generale Aspare, il quale occupò Salona, risalì l'Istria e puntò su Aquileia, centro nevralgico della zona, che fu catturata molto facilmente e dove si insediarono il cesare d'Occidente con la sua augusta madre. Aspare, invece, discese su Ravenna, dove si trovava Giovanni, e la prese facilmente, probabilmente grazie al sostegno della fazione favorevole a Galla. Aspare catturò Giovanni e lo inviò ad Aquileia da Galla, la quale ordinò che gli fosse tagliata la mano destra, che fosse legato ad un asino ed esposto per le strade di Ravenna al pubblico ludibrio e che fosse infine decapitato nel circo (maggio 425).
Durante il suo governo, Galla si trovò a dover gestire equilibratamente diverse figure forti, tra cui Felice, Bonifacio ed Ezio. Galla non era certo felice del potere ottenuto da Ezio, cui rimase sempre ostile, ma dovette accettarlo in quanto non le era possibile sottrarglielo. Scomparso dalla scena Felice, Galla Placidia si trovò a dover scegliere tra Ezio, che disprezzava, e Bonifacio, che era stato però il responsabile della perdita dell'Africa. L'augusta, forse consigliata da quei cortigiani che erano stati sostenitori di Felice e che temevano le ritorsioni di Ezio, sottrasse al generale impegnato in Gallia il titolo di magister utriusque militiae per attribuirlo a Bonifacio, che elevò anche al rango di patricius per metterlo al di sopra di Ezio, che sarebbe stato console per il 432. Bonifacio, forte del sostegno dell'augusta, decise di passare alle vie di fatto contro il suo avversario, dando inizio ad una guerra civile tra i due uomini forti dell'Impero romano d'Occidente. La scelta di Galla di puntare su Bonifacio sembrò vincente, quando questi sconfisse Ezio nella battaglia di Ravenna (gennaio 432) e lo costrinse a fuggire prima a Roma poi tra i suoi amici Unni; Bonifacio, però, morì a seguito delle ferite riportate nello scontro e il suo successore alla carica di magister utriusque militiae, il genero Sebastiano, non riuscì ad opporsi a Ezio e ai suoi alleati unni. Galla si trovò quindi con Ezio ulteriormente rafforzato dalla morte dei suoi possibili antagonisti, e fu costretta a restituirgli la carica di magister utriusque militiae e a conferirgli il patriziato. Nel 437 Valentiniano compì diciotto anni e con la sua maggiore età terminò la reggenza di Galla, che però continuò ad esercitare un'enorme influenza a corte. Con la scomparsa di Valentiniano III (datata 455, cinque anni dopo la morte della madre Galla Placidia) si chiuse il capitolo storico legato alla dinastia teodosiana e Ravenna si avviò verso un inesorabile declino.
Nel 474, durante il regno di Zenone a Costantinopoli, il patrizio Giulio Nepote, comes della Dalmazia, appoggiato dall'Impero d'Oriente, reclamò per sé il trono d'Occidente, e, giunto al Porto della città di Roma, depose l'Imperatore Glicerio e lo costrinse a farsi vescovo, mentre egli stesso si fece incoronare imperatore a Roma. Dopo pochi mesi di regno, tuttavia, nel 475, fu costretto da una rivolta dell'esercito d'Italia condotto dal patrizio Oreste ad abbandonare il trono e a fuggire a bordo di una nave a Salona, in Dalmazia, dove rimase per cinque anni; nel 480 fu in seguito massacrato dai suoi stessi uomini.
Nel frattempo l'esercito d'Italia nominò nuovo imperatore Romolo Augusto, un giovinetto figlio del patrizio Oreste. Odoacre, tuttavia, il comandante di truppe mercenarie di Sciri e altri barbari al servizio di Roma, nel 476 si rivoltò, reclamando per sé e per le sue truppe un terzo dell'Italia, e fece uccidere il patrizio Oreste a Piacenza, e il fratello di Oreste, Paolo, nella Pineta vicino a Classe, il porto di Ravenna. Entrato poi a Ravenna, depose Romolo Augusto dal trono, ma avendo pietà di lui, vista la sua giovane età, lo risparmiò, permettendogli di vivere in esilio in Campania con i suoi parenti garantendogli addirittura una rendita di sei mila solidi d'oro. Fece poi inviare un'ambasceria composta da senatori a Costantinopoli, presso l'imperatore Zenone:
(Malco, Delle cose bizantine, Frammenti.)
Zenone, riflettuto sul da farsi, negò aiuti a Nepote e rispose all'ambasceria del senato romano, accettando Odoacre come patrizio, ma a patto che quest'ultimo accettasse come suo imperatore d'Occidente Giulio Nepote, in esilio in Dalmazia. Nonostante l'imperatore nominale d'Occidente rimanesse in Dalmazia, Odoacre fece coniare a Ravenna monete in suo nome. Nel 480 Giulio Nepote fu assassinato a Salona dai suoi stessi uomini. L'Impero romano d'Occidente era caduto, anche se per una rivolta interna (l'usurpazione di Odoacre) e non per cause propriamente esterne (Odoacre, seppur di origini barbariche, faceva parte dell'esercito romano).

#### Archeologia della Ravenna cristiana e capitale imperiale
- Pianta di Ravenna capitale dell'Impero (JPG), su img545.imageshack.us.

Quando Onorio giunse a Ravenna (402), la città non disponeva di un palazzo imperiale. Esso fu fatto costruire sul praetorium del praefectus classis. Il praetorium si affacciava sulla Fossa Augusta: il canale fu completamente interrato, diventando la Platea maior, l'arteria principale della città. Il palazzo imperiale si configurava come un complesso di edifici: palazzo pubblico, residenze private, caserma, chiesa palatina, giardini e corti porticate. Sull'altro lato della Plateia maior fu fatto costruire l'ippodromo. Gli imperatori romani festeggiavano i propri 10, 20 e 30 anni di impero. Onorio celebrò in città i suoi Tricennali; prima di lui, Diocleziano a Ravenna celebrò il consolato.
In seguito all'insediamento della corte imperiale in città, il vescovo Orso trasferì la sede episcopale da Classe a Ravenna. Orso fece costruire la ecclesìa catholica, cioè la cattedrale, dedicandola alla Hagìa Anástasis, ovvero alla Santa Resurrezione. Appartiene allo stesso periodo la basilica di San Lorenzo in Cesarea. Localizzata a meridione della città, all'esterno dell'area urbana, l'edificio religioso sostituì presumibilmente un santuario legato all'area cimiteriale. Questo edificio fu voluto dall'imperatore Onorio, così come l'Apostoleion, ovvero una chiesa dedicata ai Dodici apostoli.
Nello stesso periodo fu restaurata la cinta muraria. Fu poi aggiunto un nuovo tratto: essa incluse, per la prima volta, la nuova area a nord del fiumicello Padenna; inoltre, a sud racchiuse l'area dei prati, che fino ad allora si era trovata per la maggior parte fuori del perimetro difensivo. La lunghezza complessiva della cinta raggiunse i 5 km. Si ritiene che le mura fossero alte tra i 4 e i 5 metri. Il fiume Lamone che, proveniente da Faenza, passava a pochi km dalla città, fu deviato. Un ramo fu fatto scorrere lungo le mura per alimentare i fossati, mentre il corso principale venne arginato e fu fatto girare attorno alle mura di settentrione per poi riprendere il suo percorso verso Nord.
Alla morte di Onorio (423), la sorella Galla Placidia, vedova dell'imperatore Costanzo III, riuscì ad ottenere la reggenza dell'Impero in nome del figlio Valentiniano III, di soli 6 anni. Galla Placidia giunse a Ravenna nel 424 e continuò l'azione di monumentalizzazione della città, che aveva avviato Onorio, per un quarto di secolo, fino al 450. La sovrana commissionò la costruzione della Basilica di San Giovanni Evangelista (chiesa palatina fondata da Galla Placidia presso il porto), con la quale scioglieva un voto fatto durante il periglioso viaggio che l'aveva condotta da Costantinopoli a Ravenna via mare. In un'altra parte della città, ad ovest del Padenna e a nord del Fiumicello Padenna, fece costruire la chiesa di Santa Croce, una Domus (oggi chiamata "Domus di Galla Placidia") e un palazzo dedicato al figlio Valentiniano. Vicino alla chiesa di Santa Croce (oggi visibile solo parzialmente) fu edificato un sacello che oggi viene denominato «mausoleo di Galla Placidia». La sovrana fece costruire il mausoleo per sé, per il marito Costanzo e per il fratello Onorio, ma non vi trovò sepoltura. Morì infatti a Roma il 27 novembre 450 e fu sepolta nella città eterna. 
Negli anni dopo il 425 l'Arco di Claudio assume il nome di Porta Aurea - come l'omonima porta delle mura di Costantinopoli - per commemorare la vittoria di Teodosio II sul tiranno usurpato. Alla metà del secolo la cattedrale venne ampiamente ristrutturata per volontà del vescovo Neone, che vi aggiunse, a fianco, il Palazzo episcopale e il battistero (chiamato oggi Battistero Neoniano). Successivamente, la chiesa prese il nome di Basilica Ursiana, dal vescovo Orso († 412). Risale allo stesso periodo, la scomparsa basilica petriana, fatta edificare a Classe dal vescovo San Pietro Crisologo.
La pianta di Ravenna capitale rimase immutata fino all'epoca veneziana.
Al tempo del re goto Teoderico (493-526) la Fossa Augusta, interratasi a causa dell'apporto continuo di materiale dal Po e dai suoi affluenti, fu definitivamente tombata.

Porta Aurea (vedi supra) rimase in piedi fino al XVI secolo, ultima delle vestigia imperiali a cadere. Le colonne della Porta vennero sparpagliate come trofei tra le varie chiese di Ravenna; una parte giunse addirittura a Venezia.

Sculture di epoca romana decorano ancora la chiesa di San Giovanni in Fonte.

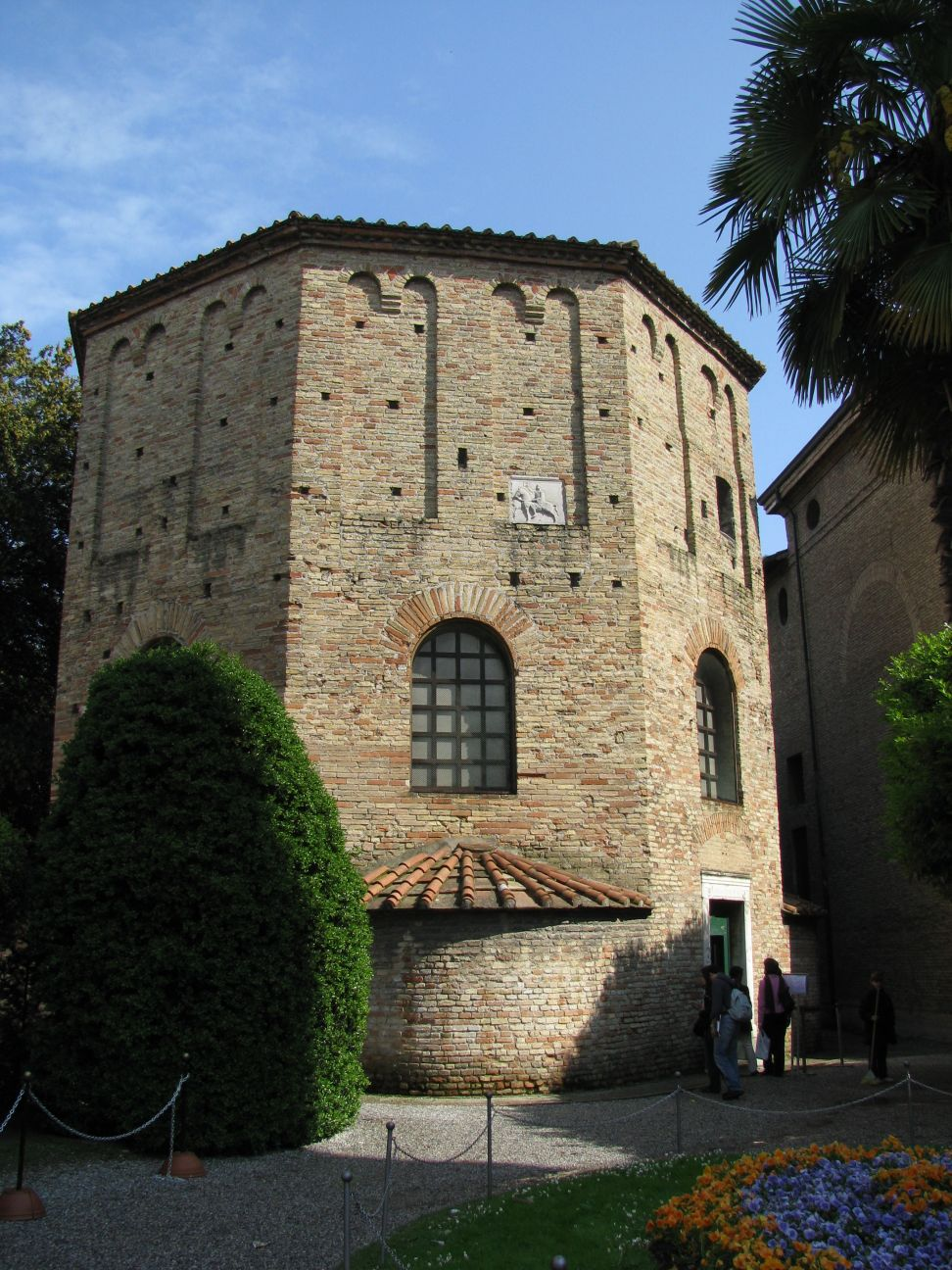
Battistero Neoniano (esterno)
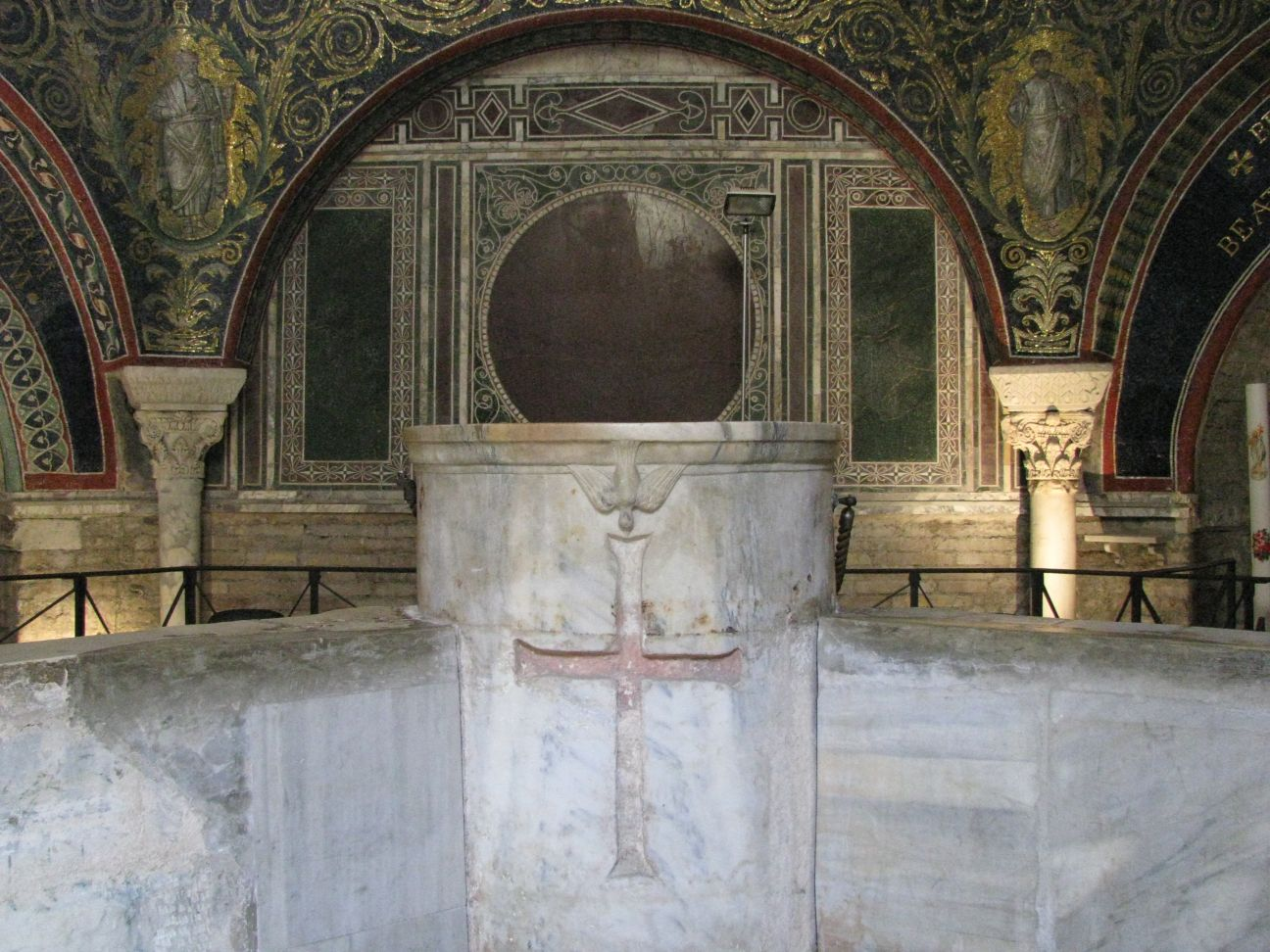
Il fonte battesimale.
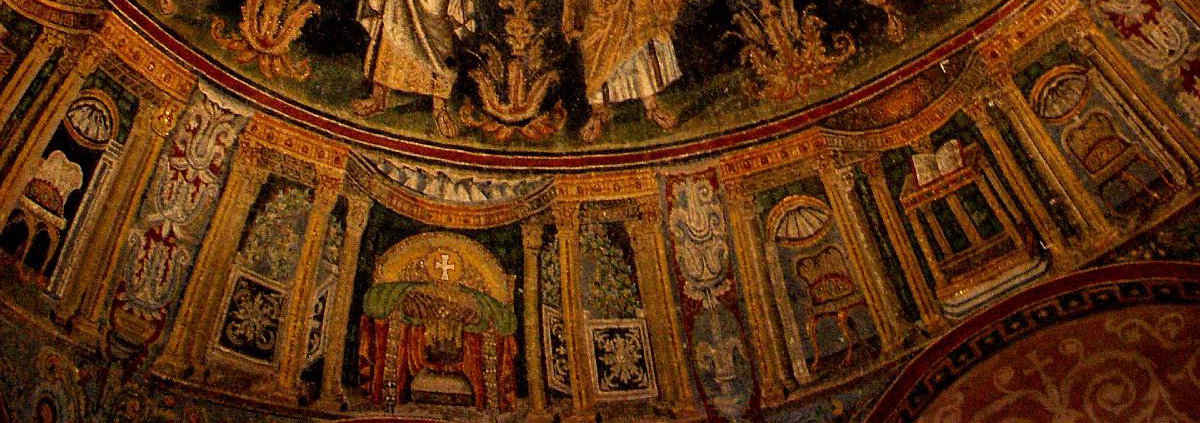
Mosaico della cupola del Battistero Neoniano.
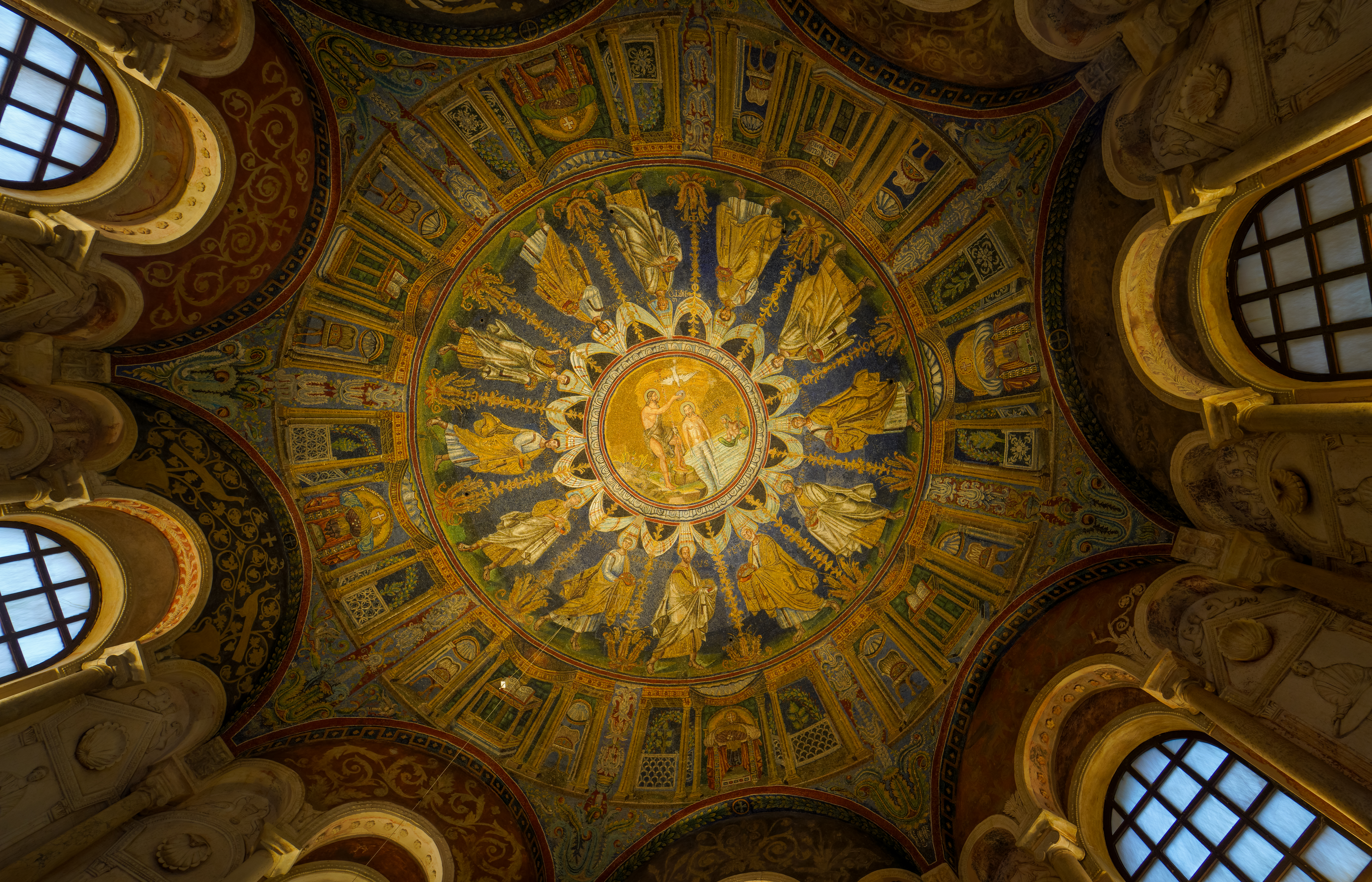
Mosaici nella parte centrale della cupola del Battistero.

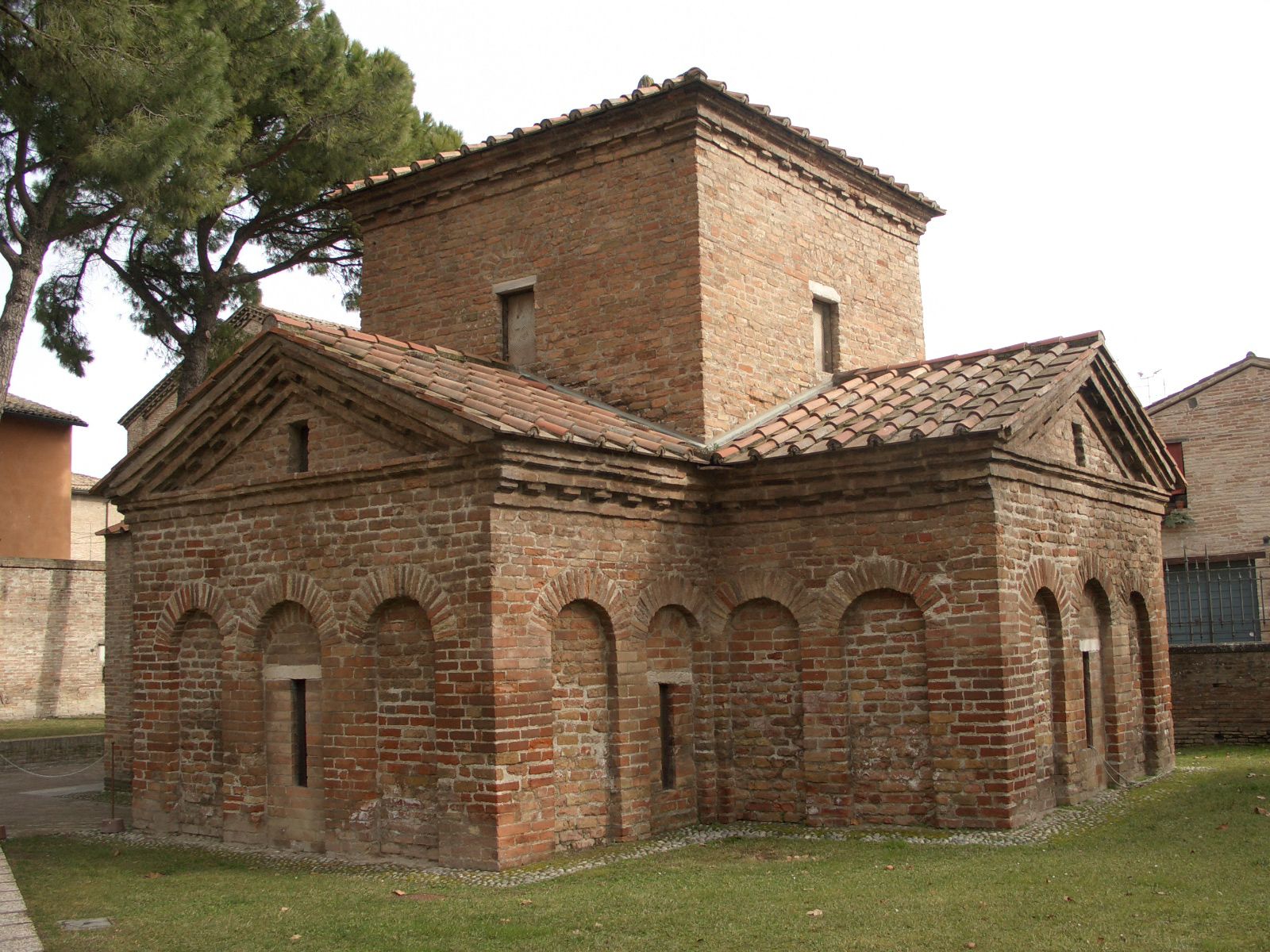
Mausoleo di Galla Placidia (esterno)
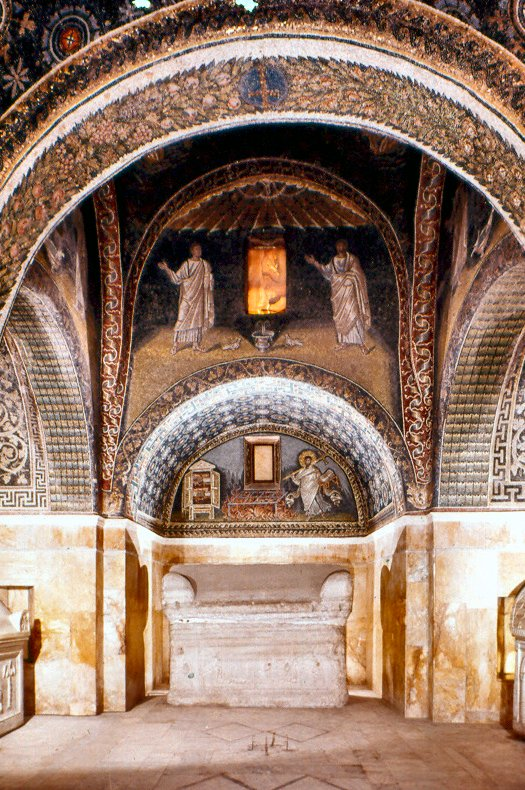
Mausoleo di Galla Placidia (interno)
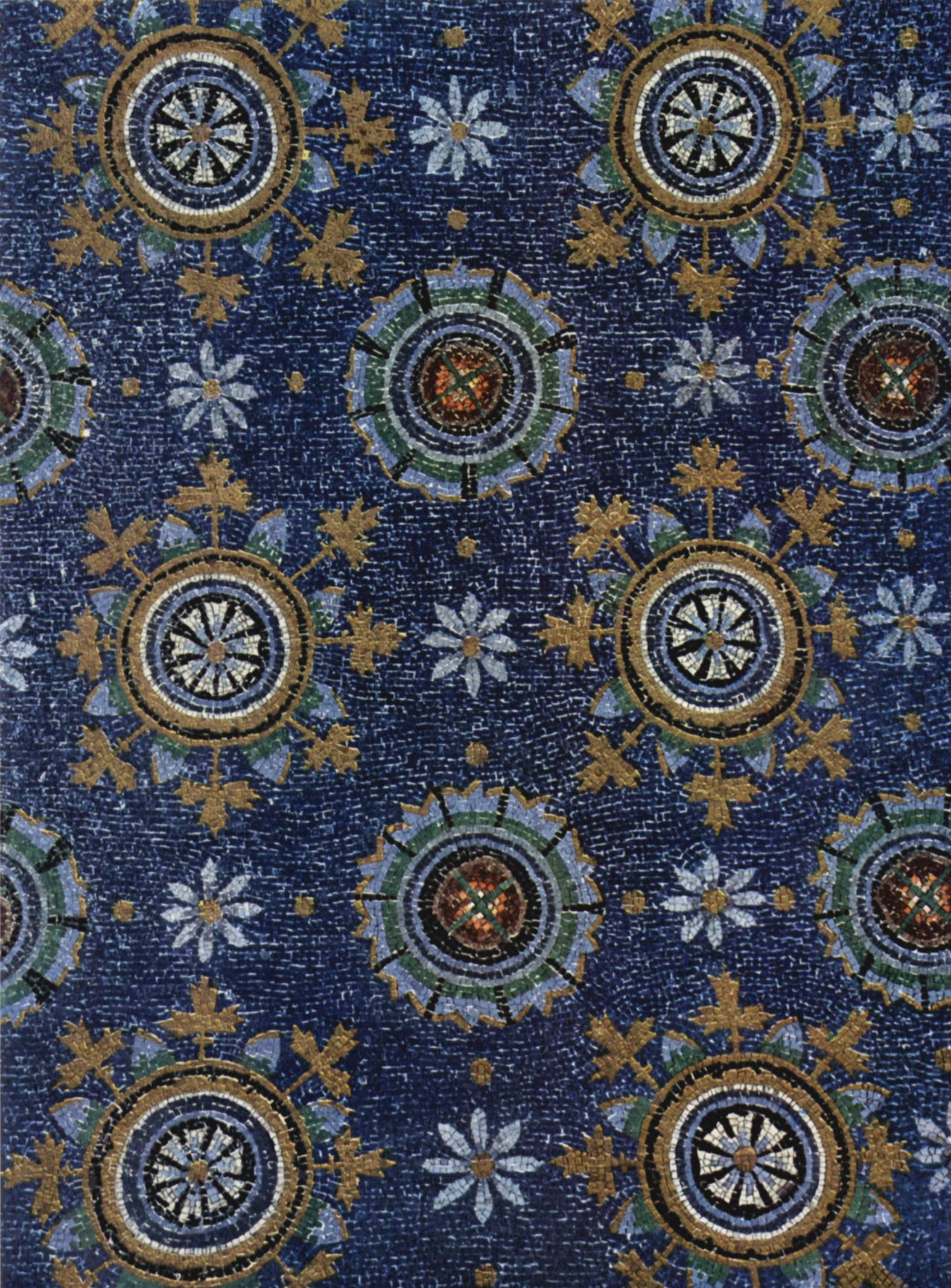
Decorazione della volta con fiori stilizzati
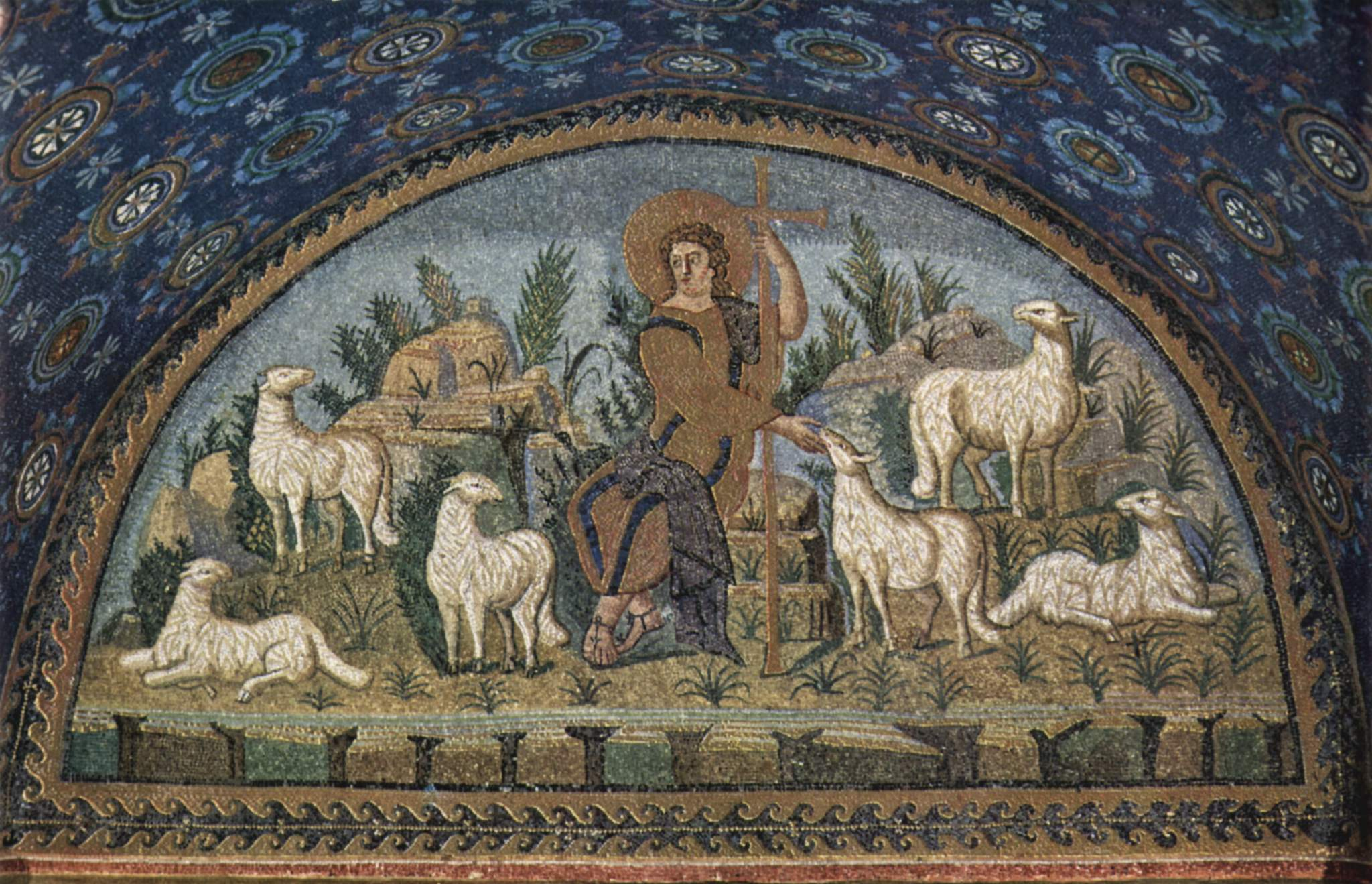
Lunetta del "buon Pastore"
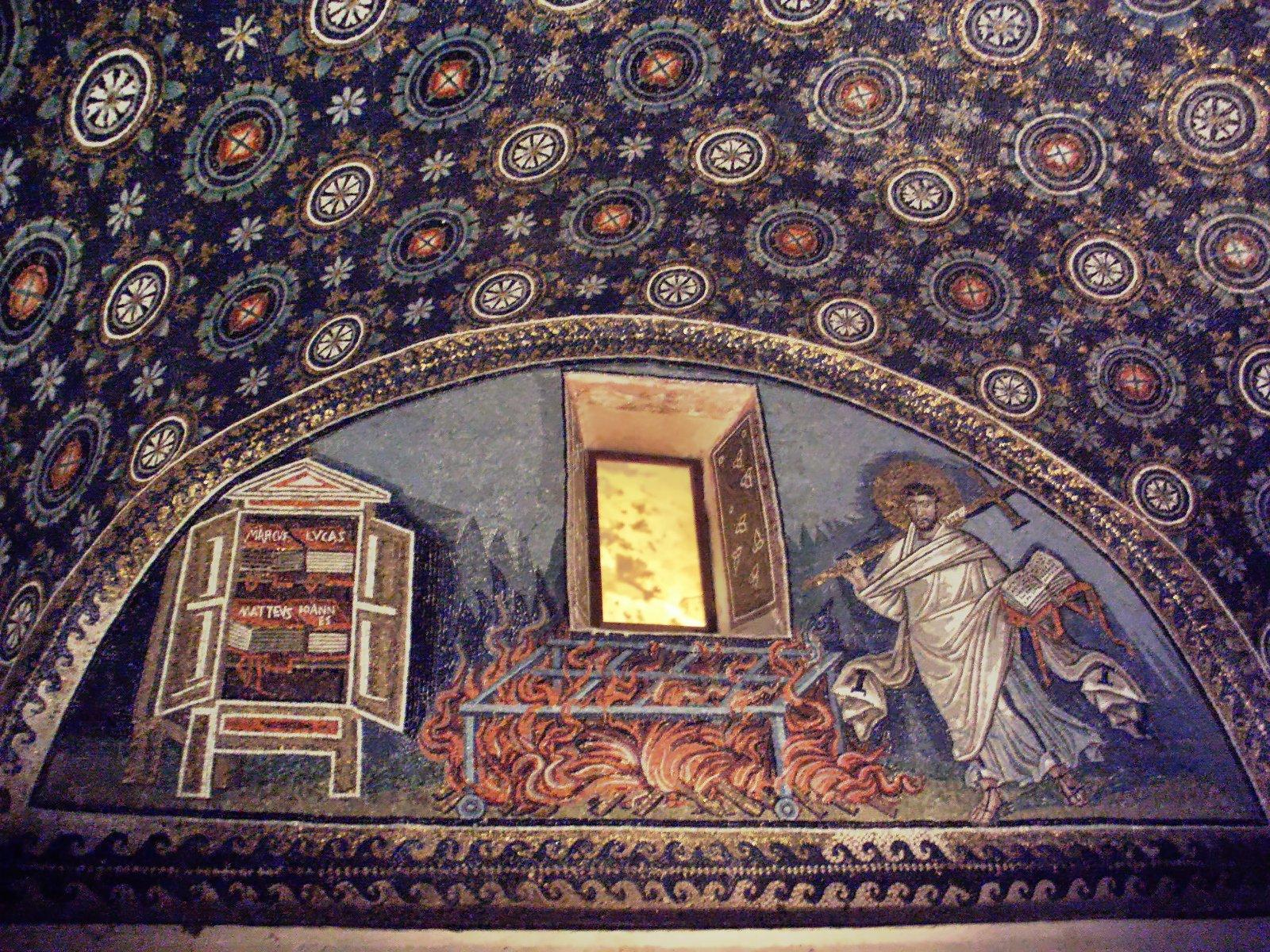
Lunetta di san Lorenzo